# لتیتیا ۳۹

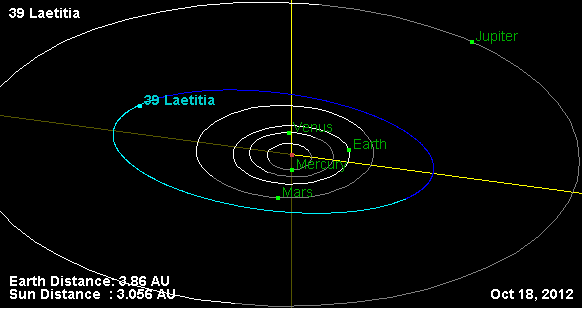
نمایی از محل قرارگیری سیارک ۳۹ در مدار – ۲۰۱۲

سیارک ۳۹ (به انگلیسی: 39 Laetitia) سی و نهمین سیارک کشف شده‌است که در ۸ فوریه ۱۸۵۶ و در پاریس کشف شد.
قدر مطلق سیارک برابر ۶٫۱۰ است.